# مارسيل غانون (سياسي)
مارسيل غانون هو سياسي كندي، ولد في 19 أبريل 1936 في Sainte-Brigide-d'Iberville ‏ في كندا. نشط حزبياً في الكتلة الكيبيكية والحزب الكيبيكي.

## مناصب
- انتخب عضو مجلس العموم الكندي عن دائرة Saint-Maurice—Champlain [الإنجليزية]‏ وقد انضم خلال فترته النيابية [الإنجليزية]‏ للكتلة البرلمانية الكتلة الكيبيكية.
- انتخب عضو مجلس العموم الكندي عن دائرة Champlain (federal electoral district) [الإنجليزية]‏ وقد انضم خلال فترته النيابية [الإنجليزية]‏ للكتلة البرلمانية الكتلة الكيبيكية.
- انتخب عضو مجلس العموم الكندي عن دائرة Saint-Maurice—Champlain [الإنجليزية]‏ (28 يونيو 2004 – 23 يناير 2006).
- انتخب عضو الجمعية الوطنية في كيبك [الإنجليزية]‏ عن دائرة Champlain (provincial electoral district) [الإنجليزية]‏ (15 نوفمبر 1976 – 2 ديسمبر 1985).
- انتخب عضو مجلس العموم الكندي عن دائرة Champlain (federal electoral district) [الإنجليزية]‏ (27 نوفمبر 2000 – 28 يونيو 2004).